# Vitalius sorocabae
Vitalius sorocabae é uma espécie de aranha pertencente à família Theraphosidae (tarântulas) nativa do Brasil.
O nome Vitalius foi criado como uma homenagem a Vital Brazil.

## Características

### Comportamento
Esta espécie de aranha tem hábitos noturnos. Passa o dia dentro de uma toca, cavado na terra. E uma aranha terrestre, só fica na terra, constrói teia apenas para cobrir a toca, fazer ninhada e fazer armadilhas para pegar as presas. É uma aranha não muito agressiva e foge quando se sente ameaçada. Caso a pessoa persista, ela solta cerdas urticantes que causam irritação na pele e no aparelho respiratório. Mesmo assim, caso a pessoa continue insistindo, em último caso ela pica e quando pica geralmente ela dá uma "mordida seca", não injeta veneno, pois não possui glândula inoculadora de veneno.

### Tempo de Vida
Geralmente, no habitat, os machos vivem menos. Quando eles copulam com as fêmeas, costuma as fêmeas matarem os machos. Os machos vivem menos também por que são mais fracos, menores, comem menos, vivem de 6 a 9 anos. As fêmeas por sua vez, comem mais, são maiores, mais fortes, vivem em torno de 10 a 15 anos, podendo também prolongar até 22 anos.

### Tamanho

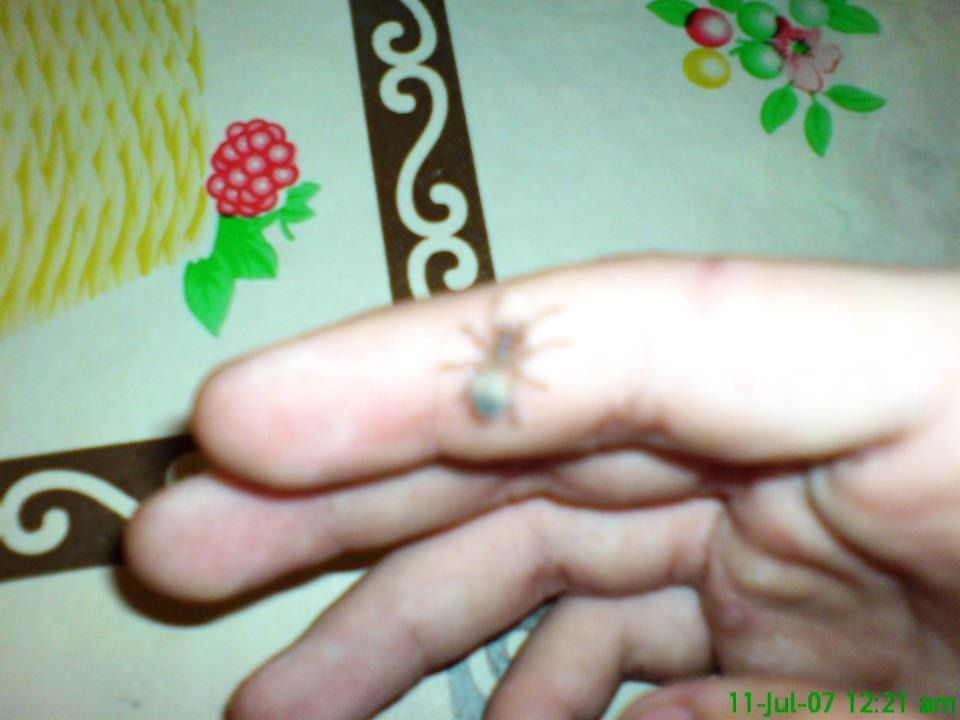
"Sling" aranha vitalius sorocabae

A aranha sai de sua ooteca (um bolinho de teia onde a mãe deposita os ovos) menor do que uma formiga doceira, demora de 4 a 7 anos pra chegar ao tamanho máximo, que varia de 14 a 18 cm, da pata dianteira a pata traseira, dependendo do sexo da aranha. Geralmente as fêmeas são maiores, mais fortes e vivem mais.

### Alimentação
A alimentação desta aranha consiste basicamente em insetos, grilos, gafanhotos, baratas, tenébrios e vários outros insetos e pequenos mamíferos como ratos. A aranha é um animal com metabolismo lento, então é comum que ela coma pouco, ficando até semanas sem comer. Geralmente comem de 1 em 1 semana, 2 vezes por semana.

### Habitat
Esta aranha é típica da cidade de Sorocaba - SP, por isto o sorocabae no nome científico da espécie. Ela é encontrada no estado de São Paulo, e em partes dos estados vizinhos. Uma aranha que gosta de uma clima úmido 60 a 75 % umidade relativa do ar, e ligeiramente quente, 24 a 28 cº.

## Outros
Embora este animal seja grande e peludo, ele não apresenta risco ao homem, pois seu veneno só é ativo em insetos, pequenos mamíferos, inofensivo até a uma criança. Todo caso, caso aconteça um acidente envolvendo esta aranha, é bom procurar um médico, pois há casos raros de pessoas que tem alergia ao seu veneno, como também há pessoas alérgicas a picada de abelha.